# Poa alpina
Espèce
Classification phylogénétique
Statut de conservation UICN

 LC  : Préoccupation mineure
Le pâturin des Alpes (Poa alpina) est une petite plante herbacée vivace de la famille des Poaceae. Sa présence est circumpolaire en Eurasie et en Amérique du Nord.

## Description

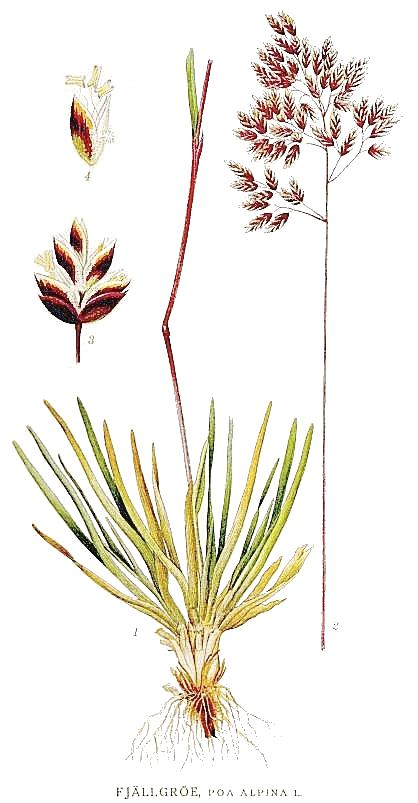
Illustration

Le pâturin des Alpes est une plante herbacée, vivace. Il atteint une hauteur de 15-30 cm. Les tiges sont droites ou avec des nœuds, sa surface est lisse et nue. Les tiges ont de deux à quatre nœuds, qui sont également dénudés.
Les feuilles sont vertes ou vert-gris et ont seulement un bord cartilagineux clair très fin. Elles sont plates, et mesurent de 4 à 10 centimètres de long. La ligule est absente ou quasi absente (alors coupée), mesurant alors 3 à 5 millimètres de long et réduite, pas nette.
L'inflorescence paniculaire est de forme pyramidale, les branches inférieures se dressent au cours de la floraison. Les épillets sont généralement violets, se transforment en bourgeons, l'espèce est pseudovivipare. La période de floraison va de juin à août.
Le pâturin des Alpes a beaucoup de formes. Le nombre de chromosomes varie de 14 à 74.

## Écologie
Le Poa alpina fait partie des hémicryptophytes.
La propagation se fait principalement par bulbilles. Elle a lieu quand les tiges s'abaissent, les plantules tombent. Ses crochets lui permettent d'être transportés par les moutons ou le vent.

## Présence
Le pâturin des Alpes est présent dans les régions circumpolaires de l'Arctique et des Alpes, en Europe, en Asie occidentale et en Amérique. Dans les Alpes, il va jusqu'à 2600 m d'altitude. Plus bas, on le trouve dans les marais maritimes. L'étagement est surtout subalpin ou alpin.
En Allemagne, on le trouve de la région du lac de Constance à Landsberg et Augsbourg. En Autriche, on le trouve rarement vers Vienne et dans le Burgenland.
Le pâturin des Alpes se développe principalement sur des pâturages gras et des prairies fertiles, mais aussi dans la mégaphorbiaie et des zones enneigées. Il pousse sur des sols, des humus argileux et limoneux riches.

## Usage
HLe pâturin des Alpes est une bonne plante fourragère, il peut être cultivé de façon modérée avec du fumier décomposé. Parfois, il sert de plante ornementale dans des jardins rocheux.